# Adán Chávez

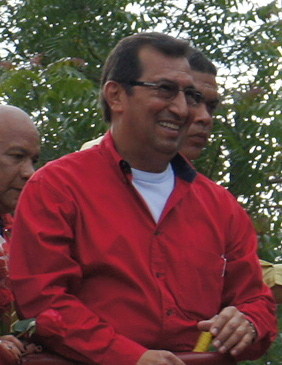
Adán Chávez (2012)

Adán Chávez Frías (11 april 1953) is de gouverneur van de staat Barinas in Venezuela, en hij was Minister van Onderwijs van 2007 tot 2008. Hij is de oudste broer van de voormalige Venezolaanse president Hugo Chávez. Adán Chávez Frías was een student aan de Universiteit van Andes, en hij hielp in Chávez' verkiezingscampagnes.